# Ersekë
Ersekë ([ɛɾsɛk(ə)]; bepaalde vorm: Erseka; Grieks: Ερσέκα, Erseka) is na de gemeentelijke herinrichting van 2015 een deelgemeente (njësitë administrative përbërëse) van de Albanese stad (bashkia) Kolonjë in het zuidoosten van Albanië. De stad telt 3746 inwoners (2011). Ze ligt op een hoogte van 1020 meter, waarmee het de hoogstgelegen stad van het land is.
Ersekë is niet te verwarren met Qendër Ersekë ('centrum Ersekë'), een andere deelgemeente.

## Sport
Voetbalclub Gramozi Ersekë speelde tot het seizoen 2011-2012 in de Kategoria e Parë, Albaniës tweede nationale klasse. Aan het eind van dat seizoen degradeerde het team na play-offs naar de Kategoria e Dytë.